# Steven Keats
Steven Keats (* 6. Februar 1945 in der Bronx, New York als Stephen Paul Keitz; † 8. Mai 1994 in New York City, New York) war ein US-amerikanischer Schauspieler.

## Leben und Karriere
Steven Keats wurde in New York als Stephen Paul Keitz in eine jüdisch-polnische Familie geboren; während seine Mutter eine gebürtige New Yorkerin war, kam sein Vater gebürtig aus Kopenhagen. Er wuchs in Brooklyn auf und besuchte mit der New York School for the Performing Arts eine künstlerisch orientierte Schule. Nachdem er zwischen 1965 und 1966 im Vietnamkrieg in der Air Force gedient hatte, besuchte er das Montclair State College und die Yale School of Drama. 1970 machte er in der Zweitbesetzung von Kenneth Tynans avantgardistischer Reveu Oh! Calcutta! sein Broadway-Debüt.
Ab etwa 1973 war Steven Keats regelmäßig in Film- und Fernsehproduktionen zu sehen, die insbesondere zu Anfang seiner Karriere oft New Yorker Hintergrund hatten. In einer seiner ersten Filmrollen spielte er 1974 in dem Selbstjustiz-Thriller Ein Mann sieht rot den Schwiegersohn von Charles Bronsons Figur. Im folgenden Jahr war er in einer seiner wenigen Hauptrollen in Joan Micklin Silvers Kinofilm Hester Street über eine jüdische Familie zu sehen, in dem Keats einen in den USA assimilierten Juden verkörperte. 1977 trat er als israelischer Sidekick zu Robert Shaw in Schwarzer Sonntag auf und erhielt für seine Darstellung in der Miniserie Seventh Avenue eine Nominierung für den Emmy Award in der Kategorie   Outstanding Lead Actor in a Limited Series. Im Jahr 1982 spielte er als verrückter Wissenschaftler den Gegenpart zu Chuck Norris in Das stumme Ungeheuer. Insgesamt verlegte sich Keats – der wegen seiner Wandlungsfähigkeit ein relativ breites Rollenspektrum verkörperte – im Laufe der 1980er Jahre zunehmend auf Gastrollen in Fernsehserien wie Magnum, Mord ist ihr Hobby, Das A-Team, Miami Vice und Law & Order. Seine letzte Rolle hatte er in dem postum 1996 veröffentlichten B-Thriller Vibrations.
Steven Keats, Vater zweier Söhne, war dreimal verheiratet, aber alle Ehen wurden geschieden. Er wurde im Mai 1994 tot in seiner Wohnung aufgefunden. Nach Angaben seines Sohnes Thatcher handelte es sich dabei um einen Suizid. Es war bekannt, dass seine Erlebnisse im Vietnamkrieg tiefe psychische Spuren bei ihm hinterlassen hatten.

## Filmografie (Auswahl)
- 1973: The Friends of Eddie Coyle
- 1974: Ein Mann sieht rot (Death Wish)
- 1974: Spieler ohne Skrupel (The Gambler)
- 1974: Die Straßen von San Francisco (Fernsehserie, 2 Folgen)
- 1975: Detektiv Rockford – Anruf genügt (The Rockford Files; Fernsehserie, 1 Folge)
- 1974: Hester Street (Hester Street)
- 1976: Starsky & Hutch (Fernsehserie, 1 Folge)
- 1976: Die verrückteste Rallye der Welt (The Gumball Rally)
- 1976: Auf der Fährte des Adlers (Sky Riders)
- 1977: Der letzte Dinosaurier (The Last Dinosaur)
- 1977: Schwarzer Sonntag (Black Sunday)
- 1977: Seventh Avenue (Fernseh-Miniserie, 3 Folgen)
- 1978: Erwachendes Land (The Awakening Land; Fernseh-Miniserie, 3 Folgen)
- 1980: Jetzt komme ich (The American Success Company)
- 1980: Jagd auf den weißen Gorilla (The Ivory Ape; Fernsehfilm)
- 1980: Geheimsache Hangar 18 (Hangar 18)
- 1982: Das stumme Ungeheuer (Silent Rage)
- 1982: Cagney & Lacey (Fernsehserie, 1 Folge)
- 1983: Kampf um Yellow Rose (The Yellow Rose) (Fernsehserie, 3 Folgen)
- 1983: Love Boat (Fernsehserie, 1 Folge)
- 1983: Quincy (Fernsehserie, 1 Folge)
- 1983/1985: T.J. Hooker (Fernsehserie, 2 Folgen)
- 1984: Das A-Team (The A-Team; Fernsehserie, 1 Folge)
- 1984: Mike Hammer (Fernsehserie, 2 Folgen)=
- 1984/1985: Ein Colt für alle Fälle (The Fall Guy; Fernsehserie, 2 Folgen)
- 1985: Das Schlitzohr (Turk 182)
- 1985: Mord ist ihr Hobby (Murder, She Wrote; Fernsehserie, 2 Folgen)
- 1986: Das Model und der Schnüffler (Moonlighting; Fernsehserie, 1 Folge)
- 1987: Magnum (Fernsehserie, 1 Folge)
- 1987: Miami Vice (Fernsehserie, 1 Folge)
- 1988: Gefährliche Lust (In Dangerous Company)
- 1988: Falcon Crest (Fernsehserie, 2 Folgen)
- 1989: Matlock (Fernsehserie, 2 Folgen)
- 1989: Auf der Suche nach dem Kristall des Lebens (The Spring)
- 1990: Avatar: Wiedergeburt des Bösen (Eternity)
- 1990: MacGyver (Fernsehserie, 1 Folge)
- 1991–1993: Law & Order (Fernsehserie, 3 Folgen)
- 1994: Hölle auf Erden – Der Fall Laurie Kellogg (Lies of the Heart: The Story of Laurie Kellogg; Fernsehfilm)
- 1994: New York Undercover (Fernsehserie, 1 Folge)
- 1996: Vibrations